# Marlon Sandro
Marlon Sandro (Rio de Janeiro, 8 de março de 1977) é um lutador brasileiro de  artes marciais mistas, atualmente compete no peso-pena do Road FC. 

## Carreira no MMA

### Começo da carreira
Sandro fez sua estréia profissional no MMA em Novembro de 2004. Ele lutou primeiramente em seu país nativo Brasil, acumulando o cartel invicto de 12-0 antes de estrear na promoção do World Victory Road Sengoku.

### Sengoku
Sandro participou do Torneio de Penas do World Victory Road Sengoku, perdendo por uma decisão "must decide" nas semifinais para Michihiro Omigawa. As pontuações foram 30–30, 30–30, 30–29 Sandro (ou seja, empate majoritário) mas os juízes deram à Omigawa uma decisão "must decide", dando à lee a vitória por 2-1 em uma "decisão dividida must decide".
Ele desafiou o Campeão dos Penas do Sengoku, Masanori Kanehara no World Victory Road Presents: Sengoku Raiden Championships 13. Sandro venceu por nocaute em 38 segundos do primeiro round. Kanehara saiu do ring em uma maca. Após a luta Sandro foi colocado em 5° no ranking de penas do mundo pelo site Sherdog. Uma observação, Marlon pesava 166 lbs uma semana antes da luta.
Sandro perdeu o Título de Penas do Sengoku para Hatsu Hioki no World Victory Road Presents: Soul of Fight em 30 de Dezembro de 2010 por decisão unânime (49-47, 48-47 e 48-47). Hioki dominou quase todos os rounds da luta, e Sandro recebeu um cartão amarelo no primeiro round. Sandro quase foi finalizado diversas vezes no round final com uma chave de braço.

### Bellator MMA
Em 23 de Fevereiro, foi anunciado que Sandro havia assinado um contrato de múltiplas lutas com o Bellator Fighting Championships, e iria competir no Torneio da Quarta Temporada. Sandro fez sua estréia na promoção no Bellator 46 contra Genair da Silva nas quartas de final do Torneio da Temporada de Verão de 2011. Apesar de uma vitória clara por decisão, Sandro venceu a luta por decisão dividida (30-27, 28-29 e 29-28).
Sandro enfrentou Nazareno Malegarie nas semifinais no Bellator 47. Ele dominou Malegarie, e venceu a luta por decisão unânime.
Sandro enfrentou Pat Curran no Bellator 48 nas finais do torneio. Após controlar a luta com sua trocação superior, Sandro foi nocauteado com um chute na cabeça no fim do segundo round.
Sandro se recuperou da sua primeira derrota por nocaute da carreira ao finalizar o também brasileiro Rafael Dias no primeiro round no Bellator 58.
Em Março de 2012, Sandro entrou para o Torneio de Penas da Sexta Temporada, onde ele derrotou Roberto Vargas por finalização no primeiro round. Nas semifinais no Bellator 64, Sandro derrotou Alexandre Bezerra por decisão dividida. Sandro enfrentou Daniel Straus na final do torneio no Bellator 68. Ele perdeu por decisão unânime.
Sandro derrotou Dustin Neace em 16 de Novembro de 2012 no Bellator 81, ele venceu por finalização técnica no primeiro round.
Sandro participou do Torneio de Penas da Oitava Temporada, onde derrotou Akop Stepanyan no Bellator 88 por decisão majoritária. Nas semifinais, Sandro foi nocauteado por Frodo Khasbulaev no Bellator 92.
Sandro enfrentou Chris Horodecki em 9 de Maio de 2014 no Bellator 119, no Canadá. Ele venceu por decisão unânime. 

## Campeonatos e realizações
- Bellator Fighting Championships
  - Finalista do Torneio da Temporada de Verão de 2011
  - Finalista do Torneio da Sexta Temporada

- World Victory Road
  - Campeão dos Penas do Sengoku (Uma vez)
  - Semifinalista do Grand Prix de Penas do Sengoku de 2009
- Pancrase
  - Campeão dos Penas do Pancrase (Uma vez)
- Arena Combat Cup
  - Vendedor do Torneio de Penas do ACC 1
- Sherdog
  - 2010 All-Violence 1st Team[5]

## Cartel no MMA
| Cartel no MMA   |             |            |
| 35 lutas        | 26 vitórias | 7 derrotas |
| Por nocaute     | 7           | 2          |
| Por finalização | 7           | 0          |
| Por decisão     | 12          | 5          |
| Empates         | 2           | 2          |

| Res.     | Cartel | Oponente            | Método                                 | Evento                                     | Data       | Round | Tempo | Local                     | Notas                                                            |
| -------- | ------ | ------------------- | -------------------------------------- | ------------------------------------------ | ---------- | ----- | ----- | ------------------------- | ---------------------------------------------------------------- |
| Derrota  | 26-7-2 | Mu Gyeom Choi       | Decisão (unânime)                      | Road FC 029                                | 12/03/2016 | 3     | 5:00  | Wonju                     | Pelo cinturão Peso-leve do ROAD FC                               |
| Vitória  | 26-6-2 | Wanderson Michel    | Finalização (lesão no ombro)           | Shooto Brasil 59: Bahia                    | 13/11/2015 | 1     | 1:19  | Bahia                     |                                                                  |
| Empate   | 25-6-2 | Soo Chul Kim        | Empate (unânime)                       | Road FC 025                                | 22/08/2015 | 3     | 5:00  | Wonju                     |                                                                  |
| Derrota  | 25-6-1 | Isao Kobayashi      | Decisão (dividida)                     | Pancrase 266                               | 26/04/2015 | 3     | 5:00  | Tóquio                    |                                                                  |
| Vitória  | 25-5-1 | Chris Horodecki     | Decisão (unânime)                      | Bellator 119                               | 09/05/2014 | 3     | 5:00  | Rama, Ontario             |                                                                  |
| Empate   | 24-5-1 | Yojiro Uchimura     | Empate (unânime)                       | Pancrase 252                               | 29/09/2013 | 3     | 5:00  | Yokohama                  |                                                                  |
| Derrota  | 24–5   | Frodo Khasbulaev    | Nocaute Téncico (socos)                | Bellator 92                                | 07/03/2013 | 3     | 2:38  | Temecula, California      | Semifinal do Torneio de Penas da 8ª Temporada                    |
| Vitória  | 24–4   | Akop Stepanyan      | Decisão (majoritária)                  | Bellator 88                                | 07/02/2013 | 3     | 5:00  | Duluth, Georgia           | Quartas de Final do Torneio de Penas da 8ª Temporada.            |
| Vitória  | 23–4   | Dustin Neace        | Finalização Técnica (mata leão)        | Bellator 81                                | 16/11/2012 | 1     | 2:05  | Kingston, Rhode Island    |                                                                  |
| Derrota  | 22–4   | Daniel Straus       | Decisão (unânime)                      | Bellator 68                                | 11/05/2012 | 3     | 5:00  | Atlantic City, New Jersey | Final do Torneio de Penas da 6ª Temporada.                       |
| Vitória  | 22–3   | Alexandre Bezerra   | Decisão (dividida)                     | Bellator 64                                | 06/04/2012 | 3     | 5:00  | Windsor, Ontario          | Semifinal do Torneio de Penas da 6ª Temporada.                   |
| Vitória  | 21–3   | Roberto Vargas      | Finalização (mata leão)                | Bellator 60                                | 09/03/2012 | 1     | 3:35  | Hammond, Indiana          | Quartas de Final do Torneio de Penas da 6ª Temporada.            |
| Vitória  | 20–3   | Rafael Dias         | Finalização (triângulo de braço)       | Bellator 58                                | 19/11/2011 | 1     | 3:56  | Hollywood, Florida        |                                                                  |
| Derrota  | 19–3   | Pat Curran          | Nocaute (chute na cabeça e socos)      | Bellator 48                                | 20/08/2011 | 2     | 4:00  | Uncasville, Connecticut   | Final do Torneio de Penas da Temporada de Verão 2011.            |
| Vitória  | 19–2   | Nazareno Malegarie  | Decisão (unânime)                      | Bellator 47                                | 23/07/2011 | 3     | 5:00  | Rama, Ontario             | Semifinal do Torneio de Penas da Temporada de Verão 2011.        |
| Vitória  | 18–2   | Genair da Silva     | Decisão (dividida)                     | Bellator 46                                | 25/06/2011 | 3     | 5:00  | Hollywood, Florida        | Quartas de Final do Torneio de Penas da Temporada de Verão 2011. |
| Derrrota | 17–2   | Hatsu Hioki         | Decisão (unânime)                      | World Victory Road Presents: Soul of Fight | 30/12/2010 | 5     | 5:00  | Tóquio                    | Perdeu o Título dos Penas do Sengoku.                            |
| Vitória  | 17–1   | Masanori Kanehara   | Nocaute (soco)                         | World Victory Road Presents: Sengoku 13    | 20/06/2010 | 1     | 0:38  | Tóquio                    | Ganhou o Título dos Penas do Sengoku.                            |
| Vitória  | 16–1   | Tomonari Kanomata   | Nocaute (soco)                         | World Victory Road Presents: Sengoku 12    | 07/03/2010 | 1     | 0:09  | Tóquio                    |                                                                  |
| Vitória  | 15–1   | Yuji Hoshino        | Nocaute (socos)                        | World Victory Road Presents: Sengoku 11    | 07/11/2009 | 1     | 2:33  | Tóquio                    |                                                                  |
| Derrota  | 14–1   | Michihiro Omigawa   | Decisão (dividida)                     | World Victory Road Presents: Sengoku 9     | 02/08/2009 | 3     | 5:00  | Saitama                   | Semifinal do GP de Penas de 2009 do Sengoku.                     |
| Vitória  | 14–0   | Nick Denis          | Nocaute (socos)                        | World Victory Road Presents: Sengoku 8     | 02/05/2009 | 1     | 0:19  | Tóquio                    | Quartas de Final do GP de Penas de 2009 do Sengoku.              |
| Vitória  | 13–0   | Matt Jaggers        | Finalização (triângulo de braço em pé) | World Victory Road Presents: Sengoku 7     | 20/03/2009 | 2     | 2:57  | Tóquio                    | Round de Abertura do GP de Penas de 2009 do Sengoku.             |
| Vitória  | 12–0   | Masaya Takita       | Decisão (unânime)                      | Pancrase: Shining 9                        | 26/10/2008 | 3     | 5:00  | Tóquio                    | Ganhou o Título Vago dos Penas do Pancrase.                      |
| Vitória  | 11–0   | Miki Shida          | Nocaute (joelhada voadora e socos)     | Pancrase: Shining 2                        | 26/03/2008 | 2     | 4:19  | Tóquio                    |                                                                  |
| Vitória  | 10–0   | Daiki Hata          | Decisão (unânime)                      | Pancrase: Rising 9                         | 28/11/2007 | 3     | 5:00  | Tóquio                    |                                                                  |
| Vitória  | 9–0    | Marcos dos Santos   | Decisão (unânime)                      | Shooto Brazil 3: The Evolution             | 07/07/2007 | 3     | 5:00  | Rio de Janeiro            |                                                                  |
| Vitória  | 8–0    | William Vianna      | Decisão (unânime)                      | Shooto: Brazil 2                           | 24/03/2007 | 3     | 5:00  | Rio de Janeiro            |                                                                  |
| Vitória  | 7–0    | Erinaldo Rodriguez  | Decisão (unânime)                      | Shooto Brazil 1: The Return                | 03/12/2006 | 3     | 5:00  | Rio de Janeiro            |                                                                  |
| Vitória  | 6–0    | Marcelo Ferreira    | Decisão (unânime)                      | Minotauro Fights 4                         | 04/08/2006 | 3     | 5:00  | Salvador                  |                                                                  |
| Vitória  | 5–0    | Alexandre Aranha    | Nocaute (socos)                        | Arena Combat Cup 2                         | 05/11/2005 | 1     | 1:20  | Brasil                    |                                                                  |
| Vitória  | 4–0    | Fabricio Medeiros   | Decisão (unânime)                      | Shooto: Brazil 8                           | 30/04/2005 | 3     | 5:00  | Brasil                    |                                                                  |
| Vitória  | 3–0    | Orley de Oliveira   | Nocaute (socos)                        | Shooto: Brazil 7                           | 19/03/2005 | 1     | 0:21  | Brasil                    |                                                                  |
| Vitória  | 2–0    | Antonio Carlos Lima | Finalização (triângulo)                | Arena Combat Cup 1                         | 06/11/2004 | 2     | N/A   | São Paulo                 | Final do Torneio de Penas do ACC 1.                              |
| Vitória  | 1–0    | Tatu Nunes          | Finalização (mata leão)                | Arena Combat Cup 1                         | 06/11/2004 | 1     | N/A   | São Paulo                 | Semifinal do Torneio de Penas do ACC 1.                          |